# Végh család
Végh család Verebély széki és Veszprém vármegyei nemes család.
Végh István 1606. szeptember 22-én Rudolf magyar királytól címeres nemeslevelet kapott. 1610-ben a verebélyi erődítményben szolgáló Végh István császári kapitány és Vitál János kap adományt Pókateleken. Az armális alapján nemességét 1613-ban a Verebélyi székben, 1614-ben pedig Veszprém vármegye közgyűlésén is kihirdette.
Tőle származott Végh György, peremartoni lakos, akinek nemesi birtoka is volt ott. György bizonyította hogy az armalista Végh Istvántól származott. Az ő unokái 1767-ben már Seregélyesen laktak. 1767 áprilisában nemesi bizonyságlevelet kapott Györgytől származó Mátyás fiai (János és Mihály), Márton fiai (Ferenc és János) és Mihály fia (János). Ezt 1767 decemberében hirdették ki Veszprém vármegye közgyűlésén. 1768 áprilisában a közgyűlésen Végh János és fiai (József, János, Mihály, István, Benjamin és Dániel) ezen kihirdetés alapján nemesi bizonyságlevelet kapott.
Az 1767-ben kihirdetett Végh Ferencnek fia Márton, Baranya vármegyébe Laskóra költözött, majd az 1795. májusi közgyűlésen újabb bizonyságlevelet kapott. Az 1767. évi kihirdetés alapján további nemesi bizonyságlevelet kaptak az 1817. novemberi közgyűlésen a család leszármazottai többek között Kálozon, Gárdonyban, Nagydorogon és Seregélyesen.